# Porte de l'Horloge (Mehun-sur-Yèvre)
Pour les articles homonymes, voir porte de l'Horloge.
La porte de l'Horloge est un édifice du XIIIe siècle situé dans la commune de Mehun-sur-Yèvre, dans le département français du Cher, en région Centre-Val de Loire.

## Histoire
Dans une optique de stabilisation de la région et d'extension de la ville, de nouveaux remparts sont construits à Mehun-sur-Yèvre à la fin du XIIIe siècle, en même temps que le château et la collégiale. La porte de l'Horloge, appelée autrefois porte de Bourges fait alors partie de ces nouvelles fortifications. 
En 1394, le duc Jean de Berry fait fondre une cloche en bronze et la fait installer dans le clocheton au sommet de la porte,. Cette cloche est classée à titre objet des monuments historiques en 1943.
Le 26 avril 1893, la porte est classée par arrêté au titre des monuments historiques.

## Architecture
L'ensemble est en pierre de taille et moellon de calcaire et la couverture en éclisses de châtaignier (tours), tuiles plates (passage de porte) et ardoises (clocheton).
Le passage de porte est formé par trois arcades, entourée par deux tours massives, et surmontée d'un clocheton accueillant une cloche en bronze. A l'étage, la salle de guet, uniquement accessible par le chemin de ronde, occupe l'espace des tours et de la liaison entre ces dernières.